# Madonna col Bambino in trono (Antonio da Negroponte)
La Madonna col Bambino in trono, o Madonna in trono col Bambino sullo sfondo di fiori e frutti, è un dipinto del pittore veneziano Antonio da Negroponte realizzato circa nel 1455 e conservato nella Chiesa di San Francesco della Vigna a Venezia.

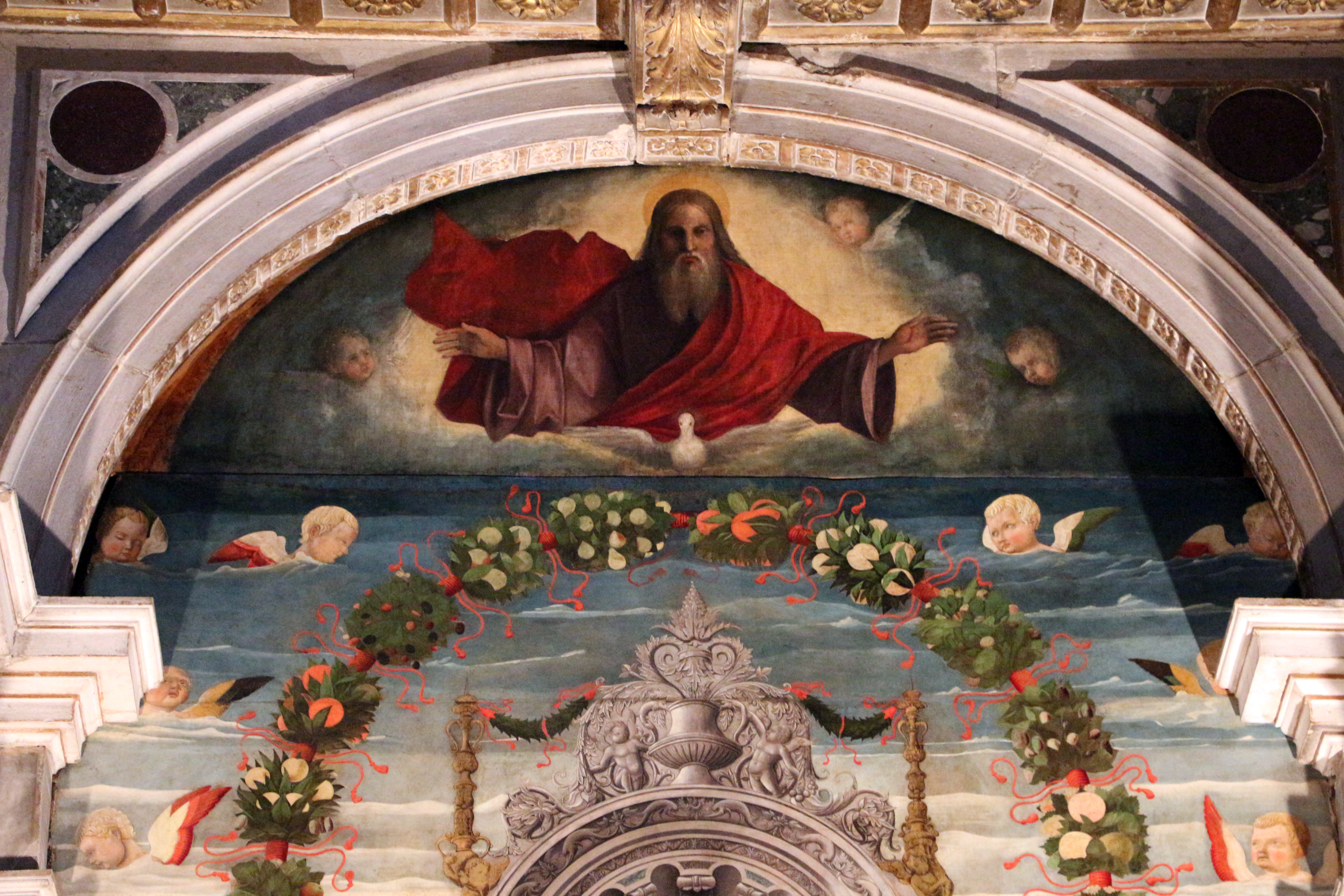
Dettaglio della lunetta lEterno Padre

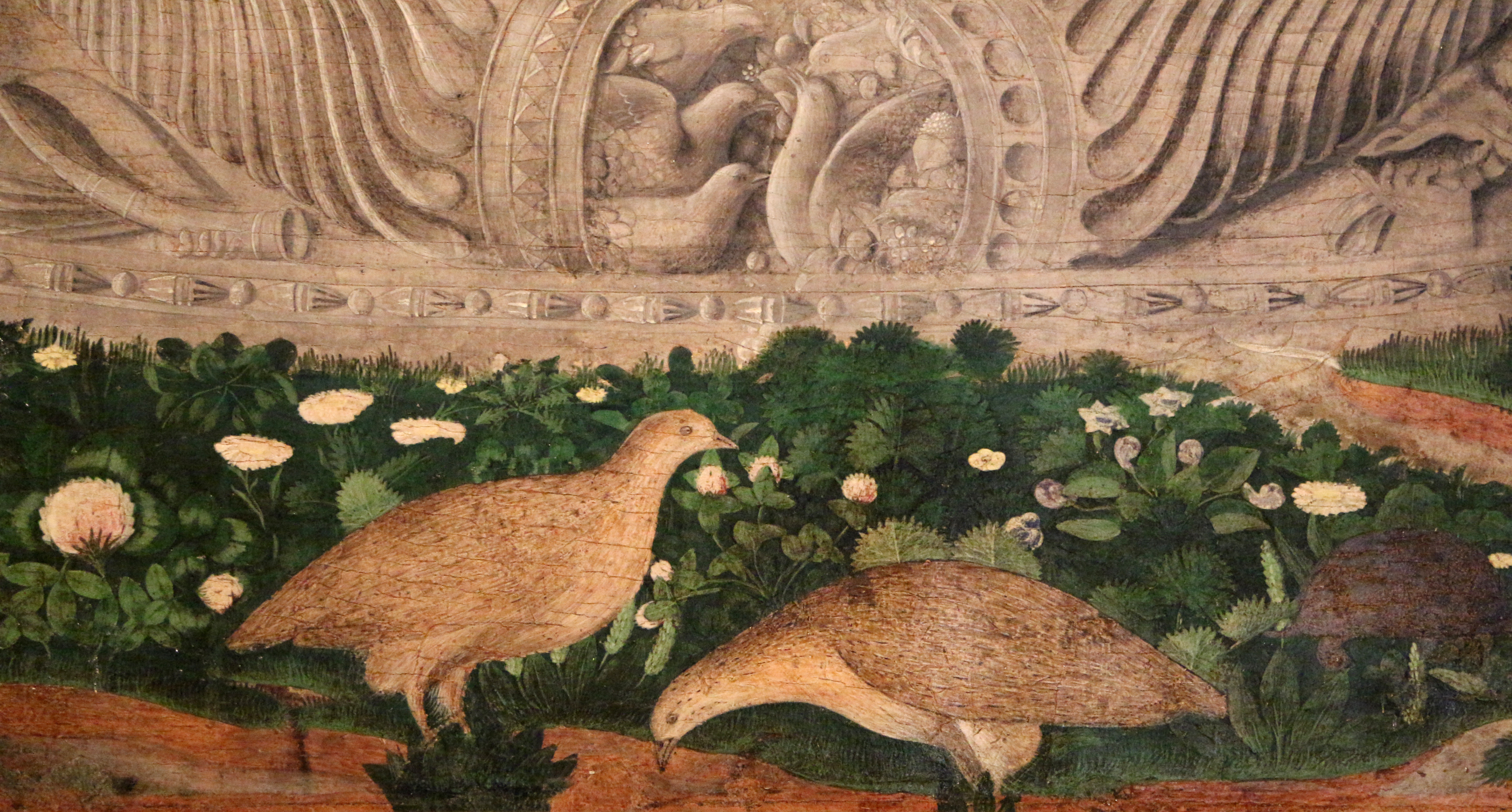
Dettaglio fiori ed uccelli

## Storia
Il dipinto potrebbe originariamente adornare l'altare del XV secolo della famiglia Morosini nella chiesa di San Francesco della Vigna. Quando il tempio fu demolito nel 1509 e ricostruito in stile rinascimentale nel 1534 dall'architetto Jacopo Sansovino con la facciata progettata da Andrea Palladio nel 1564, l'immagine fu adattata al nuovo altare nella cappella della chiesa.
Fino all'inizio del XX secolo, l'immagine era considerata opera di Vivarini. L'immagine della lunetta, aggiunta in seguito e raffigurante l'Eterno Padre, è stata dipinta da Benedetto Rusconi. Fu restaurato nel 1976 e nel 2008.

## Descrizione
La Madonna col Bambino in trono si trova nella chiesa veneziana di San Francesco della Vigna nel transetto destro. È l'unica opera sopravvissuta di Antonio da Negroponte. Porta la firma "Frater Antonius de Negropon Pinxit". Il termine "frater" significa che l'autore del dipinto era un religioso. Il dipinto raffigura la Madre di Dio seduta sul trono, con il Bambino in ginocchio, con putti ai lati e in alto, a sostegno del vestito. Il dipinto è coronato da ghirlande di fiori e foglie.
Il dipinto è un'opera del quattrocento, il che significa il passaggio dalla fase tardogotica al primo Rinascimento. Sebbene sia stato dipinto a metà del 15 ° secolo, è eccentricamente gotico, con l'abito riccamente dipinto della Vergine Maria, con inserti di carta dipinta, diverse strane figure e architettura classica che ricorda un arazzo. Le ghirlande floreali ad arco che formano la cornice della Madre e del Bambino mostrano somiglianza con la Pala di San Zeno di Andrea Mantegna e con i dipinti della scuola di Francesco Squarcione di Padova.
La delicata spontaneità dei dettagli vegetali e animali ricorda il gusto gotico del simbolismo: la ghirlanda è un simbolo di fertilità, il giardino recintato evoca la Vergine e il suo parto, rose e garofani incarnano l'amore e gli uccelli, la liberazione dell'anima. L'immagine diventa un sermone visivo sul potere salvifico del sacrificio di Cristo.

### Esplicative
1. ↑  L'immagine ha titoli diversi a seconda della fonte.

### Bibliografiche
1. ↑   Madonna and Child Enthroned, su wga.hu. URL consultato il 20 febbraio 2020.
2. 1 2 3  (EN) San Francesco della Vigna, su churchesofvenice.co.uk. URL consultato il 20 febbraio 2020.
3. ↑   Ciexa de San Francesco de la Vigna, su veneziamuseo.it. URL consultato il 20 febbraio 2020.
4. 1 2   Pietro Zampetti, Antonio da Negroponte, su treccani.it. URL consultato il 20 febbraio 2020.